# 烏赫特湖

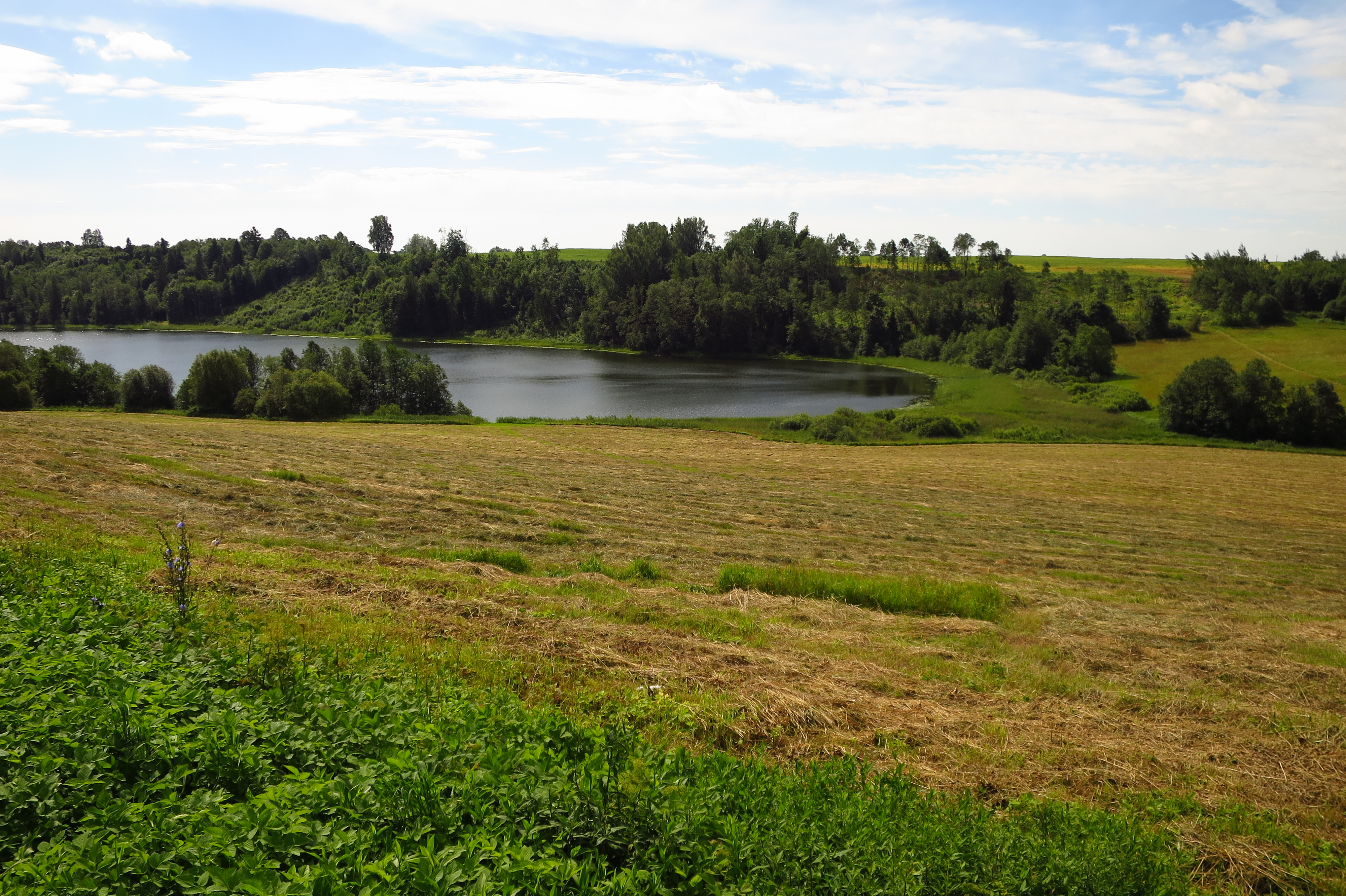

烏赫特湖是愛沙尼亞的湖泊，由沃魯縣負責管轄，長2.9公里、寬0.28公里，面積0.44平方公里，海拔高度90.3米，平均水深7.7米，最大水深28米，是該國第五深的湖泊。
57°54′N 26°34′E / 57.900°N 26.567°E